# ヴェーザー演習作戦
ヴェーザー演習作戦（ヴェーザーえんしゅうさくせん、ドイツ語: Unternehmen Weserübung）は、第二次世界大戦中の1940年4月にナチス・ドイツが実行したノルウェーとデンマークへの侵攻作戦。

## 概略
1940年4月9日（ヴェーザー日）早朝にドイツ軍はデンマークとノルウェーに侵攻した。侵攻部隊のノルウェー上陸予定時刻（ヴェーザー時）はドイツ時間5時15分（ノルウェー時間4時15分）と定められた。
侵攻の表向きの理由は、フランスとイギリスが両国の中立を犯して占領を計画していたことに対する予防的な措置であるとされた。侵攻後、ドイツの大使はデンマークとノルウェー政府に対し、ドイツ国防軍はフランスとイギリスによる侵略から両国の中立を守るためにやってきたのだと述べた。
デンマークとノルウェーの地理や位置、気候は大きく異なっていたため、実際の軍事作戦は大きく異なったものとなった。デンマークは侵攻初日の4月9日に、クリスチャン10世とデンマーク政府は条件付で降伏した。5月下旬までノルウェー北部ではイギリス・フランス・カナダ・ポーランド連合遠征部隊とノルウェー軍がドイツ軍に対して戦闘を続けていたが、フランスではドイツ軍が英仏軍左翼を破って英仏海峡に到達する状況で、5月25日には連合国派遣軍のノルウェーからの撤退が決定された。連合国派遣軍の撤退とともに、ノルウェー政府と王家および一部のノルウェー軍はイギリスに亡命した。撤退作戦は6月8日に完了し、国内残留ノルウェー軍は6月10日に降伏した。

## 背景
英仏は1939年9月にドイツとの戦争を始めたが、ドイツ本国に侵攻して戦争を終了させる計画はなく、主に経済的にドイツを締め上げる方策が検討された。その中で注目されたのは、戦争経済に必要な資源の中で、ドイツは鉄鉱石と石油を完全に輸入に頼っていることであった。1938年にドイツは約2200万トンの鉄鉱石を輸入していたが、戦争の勃発とともに1000万トンしか輸入できなくなった。また、このほとんどは、スウェーデン産であった。スウェーデン産鉄鉱石は、夏季は、ボスニア湾のルーレオ港から積み出され、冬季は、その4/5はノルウェーのナルヴィク港から、1/5はスウェーデン南部のオクセレスンド(Oxelösund)港から積み出されていた。ナルヴィク経由の鉄鉱石輸送はノルウェーの領海内を航行するため、ノルウェーの中立を侵害しない限り妨害することは出来なかった。英国のチャーチルは終始一貫して鉄鉱石輸送ルートを叩く案の熱心な支持者であった。
ノルウェーは戦争の開始とともに中立を表明し、ドイツはこれを支持したが、中立が侵害された場合は必要な措置をとると言明した。この表明は他の中立国に対しても同様に表明されたものである。実際のところ、当初ドイツにはノルウェーに侵攻する意図や計画はなかった。
1939年10月、ドイツの海軍総司令官エーリヒ・レーダー元帥はノルウェーにイギリスの基地が出来ることによる危険性や、そうなる前にドイツ軍が占領出来るかどうかということをアドルフ・ヒトラーと議論した。海軍はノルウェーを占領することでその周辺海域も支配下に置け、将来イギリスに対する作戦を行う潜水艦の基地として利用できると主張した。しかし、その時は陸軍や空軍は興味を示さなかった。ヒトラーも北欧諸国が中立政策を維持していたこともあり侵攻することは当初考えておらず、フランス侵攻作戦(Fall Gelb)の準備に注力するよう指示しただけであった。
11月下旬、イギリス戦時内閣に新たに閣僚として加わった海相ウィンストン・チャーチルがノルウェー領海内への機雷敷設（ウィルフレッド作戦）を提案した。それはドイツの鉄鉱石輸送船が沖合いを航行せざるを得ないようにすることで、イギリス海軍によって、その航行を阻止できるようにするというものである。チャーチルの考えでは、ウィルフレッド作戦はノルウェーでのドイツ軍の反応を引き起こし、そうなった時は、連合国軍はR4計画を実行しノルウェーの一部を占領する、というものであった。ネヴィル・チェンバレン首相やエドワード・ウッド外相(ハリファックス卿)はアメリカ合衆国など中立国の間で反感が生じるおそれがあるとして、チャーチルのこの考えに反対した。
11月にソビエト連邦とフィンランドとの間で冬戦争が勃発し外交状況が変化すると、チャーチルは再び機雷敷設計画を提案したが、却下された。
12月、イギリスとフランスは冬戦争でソ連から攻撃を受けているフィンランドへ援助を送ることを本気で計画し始めた。その陸軍参謀部による計画は、フィンランド救援を口実にナルヴィクへ部隊を上陸させ、ナルヴィクとボスニア湾沿岸のスウェーデンのルレオとを結ぶマルムバナンという鉄道をコントロール下に置くことを求めていた。この計画はチェンバレン首相とエドワード・ウッドも支持した。英仏両国は、ノルウェーとスウェーデンの好意的な対応を期待していたが、ノルウェーとスウェーデンがはっきりと拒絶したため、英仏では否定的な意見が強くなった。遠征計画の準備は続行されたが、1940年3月に冬戦争が終結するとそれを正当化する理由もなくなってしまった。この計画が実施されていたならば英仏はソ連と戦争することになり、第2次世界大戦のありようは、大きく変わっていただろう。
12月14日にアルフレート・ローゼンベルクとレーダー提督の斡旋で、ノルウェーのヴィドクン・クヴィスリングはヒトラーと会談したが、この中で彼はイギリスがノルウェーの同意のもとノルウェーを占領する可能性、ノルウェー内の親英勢力の動き、自分の勢力によるクーデター計画を述べ、支援を訴えた。ヒトラーはクーデター計画を支持しなかったが、クヴィスリングに経済的援助は約束した。
3月12日にフィンランドがソ連と講和してしまうと、フィンランドへの援助を表明していながら何も出来なかった英仏首脳は批判の矢面に晒されることになった。フランスでは3月20日にエドゥアール・ダラディエ首相が退陣し、新たにポール・レノーが首相となった。チェンバレンは首相のポジションを維持できたが、批判を躱す為に以前は慎重であったウィルフレッド作戦とR4計画を支持する立場に転換した。レノー首相はノルウェーでの戦争には賛成であった。3月28日の英仏合同戦争会議で、両国は4月5日にウィルフレッド作戦を実施することで合意した。しかし、イギリス海軍の艦船のやりくりの都合で、実際の実施はさらに遅れ4月7日となった。

## ドイツ軍の侵攻計画
英仏がノルウェーの一部を占領する可能性を懸念したヒトラーは、1939年12月14日にOKW(国防軍最高司令部)に対してノルウェー侵攻計画の素案策定を始めるよう命じた。OKW作戦部次長ヴァルター・ヴァルリモント大佐の下、少数の幕僚によってまとめられたNordという名の研究案は、陸軍の1個師団のみしか参加しないものであった。1月に、OKWは海軍のテオドール・クランケ大佐をチーフとし、三軍より各分野の専門家を出させて、OKWの下で本格的な侵攻計画を練ることにしたが、秘密保持の為、異例なことにOKH(陸軍総司令部)やOKL(空軍総司令部)は計画立案からは排除され、立案グループは侵攻計画をヒトラーに直接報告する事になった。
計画の基本は、ノルウェー軍の動員センターのある都市を同時に奇襲し、ノルウェー軍の体制が整う前に圧倒して、反撃の余地を与えないことであった。主要攻撃目標は以下の都市で、海軍艦艇に分乗した陸兵を派遣して、ヴェーザー時（侵攻時）に上陸し占拠する。エゲルサンには、大西洋への海底電線のステーションがあり、その占領が必要とされた。
- オスロ
- ベルゲン
- ナルヴィク
- トロンハイム
- スタヴァンゲル
- クリスチャンサン
- エゲルサン

1940年1月27日、最終的な計画にヴェーザー演習作戦というコードネームが付けられた。
1940年2月21日、ニコラウス・フォン・ファルケンホルスト歩兵大将が作戦の司令官に選ばれた。ファルケンホルストは第一次世界大戦においてフィンランドで戦っており、極地での戦いに精通していた。その日から、ファルケンホルストとXXI軍団司令部の一部の参謀、クランケ・グループで作戦計画の見直しが行われた。
3月1日に、OKWはヒトラーの署名した総統指令10a(ヴェーザー演習作戦)を発令して、それまで、OKWと作戦立案者のみであった計画を三軍に公開したが、海軍を例外として、陸軍と空軍からは相当な反発があった。OKHやOKLの意向を反映して、第7降下猟兵師団や第22空輸歩兵師団などの精鋭師団は、作戦計画から落とされた。ヒトラーとOKWは統一司令部の設置を望んだものの、ゲーリングが強く反対したので、ファルケンホルストは陸上部隊に対してのみ指揮権を持ち、ファルケンホルストの司令は、OKW作戦部が海軍、空軍へ取り次ぐことになった。
Uボートも作戦の支援にまわすため、大西洋でのUボートの作戦ほぼすべてが停止された。何隻かの訓練用のものも含め投入可能な潜水艦はすべて、ヴェーザー演習作戦支援のハルトムート（Hartmut）作戦に投入された。
クランケ・グループによるオリジナル案ではノルウェーには侵攻するとともに外交手段でデンマークの飛行場を確保する計画であった。しかし、ファルケンホルストによる見直しでは、空軍の意向を反映して外交交渉による不確実性を排除するために、デンマークへも軍事侵攻することになった。デンマーク侵攻のため、2個歩兵師団と第11装甲擲弾兵旅団からなるXVI軍団が編成された。また、約1,000機からなるX航空軍団が全作戦の支援を行う予定であった。
日照時間の関係から、作戦が可能なのは、4月15日までで、それ以降は、ナルヴィクやトロンハイムなどでは、夜が短すぎて奇襲要素は期待できないとされていた。

## ノルウェー軍の配備状況
ノルウェーは、第一次世界大戦後の歴代政権が軍備を怠っていたため質量ともに危険な状態にあった。陸軍は6個師団を有しており、平時では19000人の定数であった。総動員時はその5倍の兵力、それぞれ、1 - ハルデン、2 - オスロ、3 - クリスチアンサン、4 - ベルゲン、5 - トロンハイム、6 - ハーシュタに司令部を置いていた。1939年11月のフィンランド＝ソ連間の冬戦争の勃発に伴い、北部の第6師団と2個独立歩兵大隊のみ準動員状態であり、7100人の兵力を持っていたが、その多くはフィンランド、ソ連国境の近くに配置されていた。残りの5個師団は8220人の兵力であった。戦車と対戦車兵器は保有していなかった。またノルウェーには空軍が無く、陸軍航空隊と海軍航空隊が存在していた。陸軍航空隊は41機の作戦機を保有していた。空軍力増強の為にアメリカ合衆国へ戦闘機が発注されていたが、これらの配備はドイツ軍の侵攻時には間に合わなかった。4月9日には、オスロ、ベルゲン、クリスチャンサン、トロンハイムの沿岸砲台は戦時定数の1/3の人員が配置されていた。

## 開戦まで

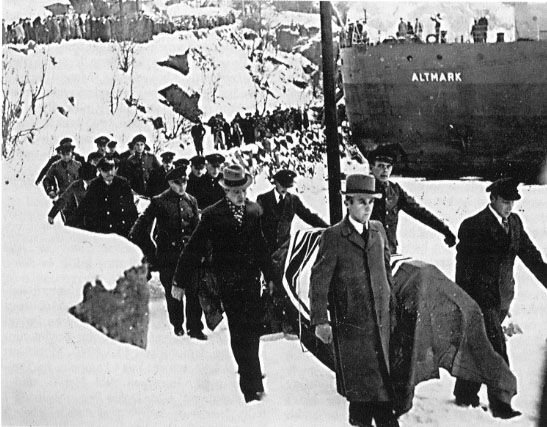
ドイツ船アルトマルクから運び出されるドイツ人の遺体

2月16日、イギリス駆逐艦コサックがノルウェー領海内でドイツの補給艦アルトマルクへの臨検を行い、アルトマルクから捕虜となっていた商船乗組員を救出した（アルトマルク号事件）。それは明白なノルウェーの中立を侵害する行為であった。この事件以降、イギリスによるノルウェーの中立侵犯は続発するようになった。この事件で、ヒトラーはイギリスにノルウェーの中立を尊重する気はなく、ノルウェーの中立維持も当てにならないということを確信し、侵攻が必要であると考えた。
3月12日、イギリスはノルウェーへの遠征軍派遣を決定し、遠征部隊は3月13日に乗船を開始した。しかし、冬戦争終結によりフィンランドへの支援の必要性がなくなり作戦中止となった。
3月28日、英仏合同戦争会議はノルウェー領海内への機雷敷設(ウィルフレッド作戦)を実施し、それに続いてトロンハイム、ナルヴィクへ兵員を上陸させること(R4計画)を決めた。
4月3日、ノルウェー侵攻に参加する最初のドイツ軍侵攻部隊の艦船がドイツを出港した。
4月3日、ドイツ国防軍情報局(Abwehr)のハンス・オスター大佐は、デンマークとノルウェー侵攻が翌週であることをヴァチカンの情報仲介者とオランダのベルリン駐在武官にリークし、デンマーク、ノルウェー、イギリスに伝えるよう依頼した。しかし、この情報は、正しい人物に伝わらなかったり、情報評価が誤ったりで、これら三国政府の動きに影響を与えることはなかった。
4月5日、イギリス海軍のウィルフレッド作戦が実行に移され、巡洋戦艦レナウンを含む艦隊がスコットランドから出港した。
4月6日から4月8日の間に、多数の随伴艦を伴った強力なドイツの水上部隊がスカゲラク水道とカテガット水道を通過するのをスウェーデンとデンマークに観測された。また、バルト海沿岸のドイツ諸港での慌ただしい動きや、デンマーク・ドイツ国境での不穏な動きも観測された。ベルリン駐在スウエーデン大使はドイツ外務省に照会をおこなった。
4月8日未明にイギリス海軍によるベストフィヨルド南方への機雷敷設は完了したが、海中に転落した乗員の捜索を行っていた駆逐艦グローウォームがドイツ海軍に捕捉され、重巡洋艦アドミラル・ヒッパーおよび駆逐艦2隻との戦闘で失われた。
4月8日、1115時にノルウェー南岸沖の国際海域でポーランド潜水艦オジェウによりドイツの輸送船リオ・デ・ジャネイロが撃沈され、約100名ほどがノルウェー艦艇や漁船に救助されたが、生存者は制服着用のドイツの陸兵だった。ノルウェーでの訊問で生存者は、ノルウェーの要請にもとづいてベルゲンへ行く予定だったと証言した。
4月8日、イギリスとフランスのノルウェー駐在海軍武官は、ノルウェー海軍に(中立を無視して)ノルウェー領海内に機雷敷設を行った事を通知した。

## デンマーク侵攻

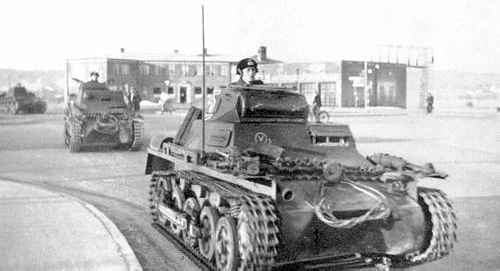
ドイツ軍のI号戦車。デンマークのオベンローにて、1940年4月9日。

戦略上、ドイツにとってのデンマークの重要性は、ノルウェーでの作戦の足場としてであった。そしてもちろん何らかの方法で支配下におく必要がある隣国としてでもあった。バルト海との関係でデンマークの位置を見れば、ドイツやソ連への航路の支配という点でも重要であった。
狭く比較的平坦なデンマークの国土は、ドイツ陸軍の作戦において理想的なものであった。そして、デンマークの小規模な陸軍には希望はほとんどなかった。だが、朝早く少数のデンマーク軍がドイツ軍と交戦し、16名の死者と20名の負傷者を出した。ドイツ側の死傷者数は不明であるが、12両の装甲車などが破壊され、戦車4両が損傷した。また、ドイツの爆撃機1機も損傷した。短時間の戦闘の間、二人のドイツ兵が一時的にデンマーク側に捕えられた。
1940年4月9日の最初のドイツ軍のデンマーク侵攻の直前、ドイツの駐デンマーク大使セシル・フォン・レンテ＝フィンク（de:Cécil von Renthe-Fink (Diplomat)）はデンマークの外務大臣en:Peter Rochegune Munchに電話をし、会談を求めた。20分の会談後、レンテ＝フィンクは、フランスとイギリスの攻撃からこの国を守るため現在ドイツ軍はデンマークに向かっていると述べた。そしてレンテ＝フィンクは、デンマークは抵抗をすぐに止め、デンマーク当局とドイツ軍との間で連絡を取るよう要求し、もし要求が入れられない時はドイツ空軍が首都コペンハーゲンを空襲するであろうと述べた。

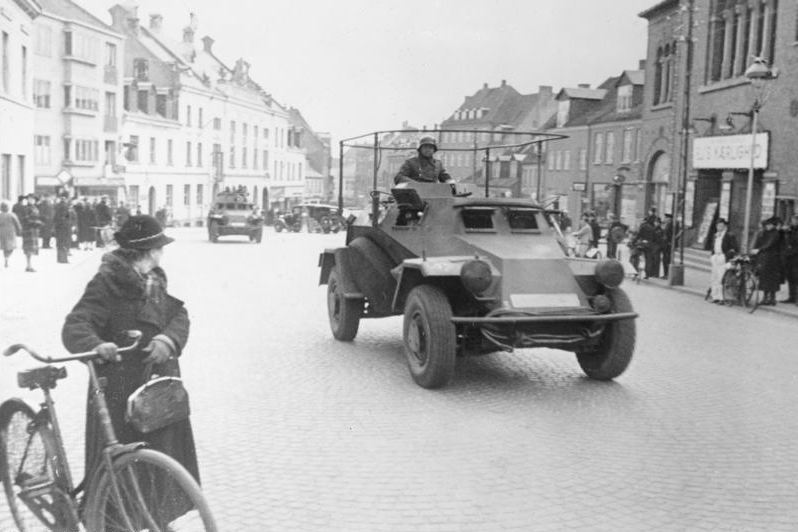
ドイツ軍の装甲車Sd. Kfz. 223とSd. Kfz. 222。ユトランド半島にて。

ドイツの要求が伝達された時、第1陣のドイツ軍は既に進軍を開始しており、4時15分にGedserにフェリーで上陸した部隊が北へ向かっていた。降下猟兵は抵抗を受けることなくオールボーの二つの飛行場やStorstrøm橋、Masnedøの要塞を占領した。
現地時間4時20分にドイツ軍の歩兵1000名が機雷敷設艦Hansestadt Danzigからコペンハーゲン港に上陸し、抵抗に会わずにthe Citadelのデンマーク軍駐屯地を素早く占領した。またデンマーク王族拘束のためドイツ軍は港からアマリエンボー宮殿へ向かった。ドイツ軍が到着した時、デンマークの近衛隊は既に警戒態勢にあり、別の増援部隊も向かっている最中であった。アマリエンボー宮殿に対するドイツ軍の最初の攻撃は撃退され、国王クリスチャン10世と大臣達は陸軍司令長官ウィリアム・ウェイン・プライアーと協議する時間を得られた。議論中、He111やDo 17の編隊が幾つか街の上空を飛行しビラを投下した。コペンハーゲン市民に対する爆撃の虞に直面し、戦闘継続に賛成なのはPrior将軍だけであり、8時34分に国内のことについての政治的独立の保持を条件にクリスチャン10世とデンマーク政府はすべて降伏した。
5時45分、ドイツ軍のBf 110がシェラン島Værløseの飛行場を攻撃した。デンマーク軍の対空砲火にもかかわらず、ドイツ軍は11機の航空機を破壊し、14機を大破させた。
デンマークの戦いは6時間未満で終わった。デンマークが素早く降伏したことで、しばらくの間は独特の寛大な占領政策がとられる事になった。

## ノルウェー侵攻

### 戦闘序列
ノルウェー侵攻を行うのはニコラウス・フォン・ファルケンホルスト歩兵大将指揮下のXXI軍団で、以下の部隊から構成されていた。
- XXI軍団　指揮官:ニコラウス・フォン・ファルケンホルスト歩兵大将
  - 第163歩兵師団
  - 第69歩兵師団
  - 第196歩兵師団
  - 第181歩兵師団
  - 第214歩兵師団
  - 第3山岳兵師団

最初の侵攻部隊は海軍艦艇で運ばれた。参加した主な艦船は次の通りである。
- グループ1（目的地ナルヴィク）
  - 駆逐艦:ヴィルヘルム・ハイドカンプ、ゲオルク・ティーレ、ヴォルフガング・ツェンカー、ベルント・フォン・アルニム、エーリッヒ・ギーゼ
  - 駆逐艦:エーリッヒ・ケルナー、ディーター・フォン・レーダー、ハンス・リューデマン、ヘルマン・キュンネ、アントン・シュミット
- 支援部隊
  - 戦艦:シャルンホルスト、グナイゼナウ
- グループ2（目的地トロンハイム）
  - 重巡洋艦:アドミラル・ヒッパー
  - 駆逐艦:パウル・ヤコビ、テオドール・リーデル、ブルーノ・ハイネマン、フリードリヒ・エッコルト
- グループ3（目的地ベルゲン）
  - 軽巡洋艦:ケルン、ケーニヒスベルク
  - 砲術練習艦:ブレムゼ
  - 水雷艇:レオパルト、ヴォルフ
  - Sボート母艦:カール・ペーターズ
  - Sボート:S18、S19、S20、S21、S22、S24
  - その他艦艇2隻
- グループ4（目的地クリスチャンサン、アーレンダール）
  - 軽巡洋艦:カールスルーエ
  - 水雷艇:グライフ、ルクス、ゼーアドラー
  - Sボート母艦:ツィンタウ
  - SボートS9、S14、S16、S30、S31、S32、S22
- グループ5（目的地オスロ）
  - 重巡洋艦:ブリュッヒャー
  - 装甲艦:リュッツォウ
  - 軽巡洋艦:エムデン
  - 水雷艇:アルバトロス、コンドル、メーヴェ
  - 掃海艇（Rボート）:R17、R18、R19、R20、R21、R22、R23、R24
  - その他艦艇2隻
- グループ6（目的地エゲルスン）
  - 掃海艇（Mボート）:M1、M2、M9、M13

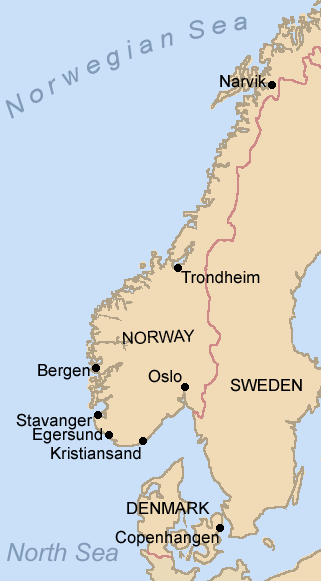
ドイツ軍の上陸場所

### ドイツ軍の作戦とノルウェー政府の対応
ニコラウス・フォン・ファルケンホルスト歩兵大将のXXI軍団傘下の部隊を海軍と空軍の援護のもとにナルヴィク、トロンハイム、ベルゲン、スタパンゲル、クリスチャンサン、オスロに上陸させ、一気にノルウェーを制圧するというものだった。4月6日から8日の間にリューベック、キール、ヴィルヘルムスハーフェンを出港した陸兵を載せたドイツ海軍部隊は、4月7日と8日の夜にデンマーク＝スウェーデン間の水道を通過したが、この動きは両国に観測されており、その情報はノルウェー政府にも伝えられた。ドイツ軍の計画は、可能であれば平和的に進駐することであり、ファルケンホルストは最初の一発はドイツ側から撃ってはならないと陸軍部隊に指示していた。また、レーダー元帥も同様に海軍部隊に対して、最初に発砲してはならず、ノルウェー軍の警告射撃は応射する理由にはならない、と指令していた。
4月8日未明から明らかに危機を示す多くの情報が寄せられていたにもかかわらず、ノルウェー政府は迅速な対応が出来なかった。ようやく4月8日が終わる頃にノルウェー南部に限定した部分的動員令を出すことを決めたが、総動員令がラジオ放送を含むあらゆる手段をもちいて伝達するのに対して、部分的動員令は郵便で伝達することになっていた。動員令の初日は4月11日になっていた。
ノルウェー政府は、軍からのドイツ軍が各地域で侵攻を始めているという報告を受け、4月9日2時頃イギリス大使に即時の軍事支援を要請するとともに、どのような支援が可能か午後6時までに回答するよう要請した。
ドイツ公使ブラウアーは、作戦計画で指示されていたとおりの時刻である4月9日0430時にノルウェー外務省の図書室にて、ノルウェー外相コートにドイツの最後通牒を渡した。その文書には、ノルウェーが自身の中立をイギリスから守れないため、やむを得ずドイツ軍は戦争の間だけノルウェーの一部を占領する。ドイツ当局の元でノルウェーの領土と主権は尊重されるが、ノルウェー政府は放送で国民に抵抗の停止を指示し、軍備をドイツ軍に渡しドイツ当局と協力しなければならない。抵抗に対してはあらゆる手段をもって対抗する、と書いてあった。ノルウェー政府閣僚は外務省で閣議中だったが、最後通牒を検討した結果、即座に全員一致でドイツの要求を拒否した。ノルウェー政府と王家は、その朝オスロより130km北のハーマルへ移転することになった。

### イギリス・フランスの対応
4月8日にドイツ海軍の動きを一部検知したイギリス海軍は、艦艇を対応させるために既に乗船済の陸兵を下船させR4計画は中止となった。4月9日にノルウェーからの緊急の軍事支援要請を受け取ったものの、ノルウェー政府・軍からの具体的な要求はなく、ノルウェー政府および英仏のオスロ駐在大使はドイツ軍から逃れるため移動中で連絡が取れなかった。ノルウェーからは未確認の断片的な情報が伝わるのみで、英仏政府はどう対応するか議論が続いたが、4月11日の終わりにまずは第24警護旅団と第146歩兵旅団の6個大隊相当をナルヴィクへ送る事が決まった。一方、フランスの発案でスウェーデンに連合国側で参戦するようストックホルムを訪問した英仏連合使節団は、スウェーデン当局者から絶対中立維持の回答を受けたが、ノルウェーを救うにはトロンハイムの奪還が一番効果的であるという助言を得た。4月12日には避難していたオスロ駐在イギリス大使とも連絡が付き、ノルウェー軍司令官ルーゲが求めているのはやはりトロンハイムの奪還であることが明らかになった。トロンハイムの重要性が英仏側でも認識されたが、既に計画されていたナルヴィク派兵の第一陣は4月12日にスコットランドを出港していた。4月13日に第二次ナルヴィク海戦の結果が伝わると、ナルヴィクの奪還は容易そうに考えられたので、イギリスの戦時内閣は方針を変更して第146歩兵旅団をナムソス(トロンハイムの北北東約90km)に上陸させることにした。4月14日に第24警護旅団はナルヴィクの北西約40kmのハーシュタに上陸した。これらの陸兵は極地での訓練や装備を欠いており、また、R4計画の中止で急遽下船させられた為重装備を欠いていた。

### ナルヴィク
グループ1は途中までグループ2と共に航行した。途中、イギリス海軍のG級駆逐艦グローウォームを撃沈。4月9日未明にグループ1はナルヴィクのあるオフォトフィヨルドに入り、ナルヴィクなどに兵員を上陸させた。また、ナルヴィク港ではノルウェー海軍のノルゲ級海防戦艦エイスヴォルとノルゲが投降要求に応じなかったので撃沈した。4月9日午前にナルヴィク地区の防衛司令官サンドロ大佐は、市民の犠牲を避けるため降伏し、ナルヴィク市街と重要な武器弾薬貯蔵庫のあるElvegårdsmoenは無血でドイツ軍の手に落ちた。イギリス海軍は、オフォトフィヨルドに侵入して4月10日未明に第一次ナルヴィク海戦、4月13日に第二次ナルヴィク海戦が発生した。この2度の海戦でグループ1のドイツ軍駆逐艦は全滅した。4月14日にイギリス軍はナルヴィクの北西40kmのハーシュタに上陸し、6月8日までイギリス・フランス・ポーランド・ノルウェー連合軍とドイツ軍の間でナルヴィク周辺で戦闘が続いた。ドイツ軍はナルヴィクを占領したが孤立しており、数的には連合軍は6倍近い優勢だったが、防衛軍に有利な地形を利用して防戦に努めた。5月28日に連合軍はナルヴィクを奪回したが、フランスでの大敗によりイギリスは5月24日に撤退を決定済だった。連合軍は6月8日に撤退し、ドイツ軍は再びナルヴィクを占領した。

### オスロ

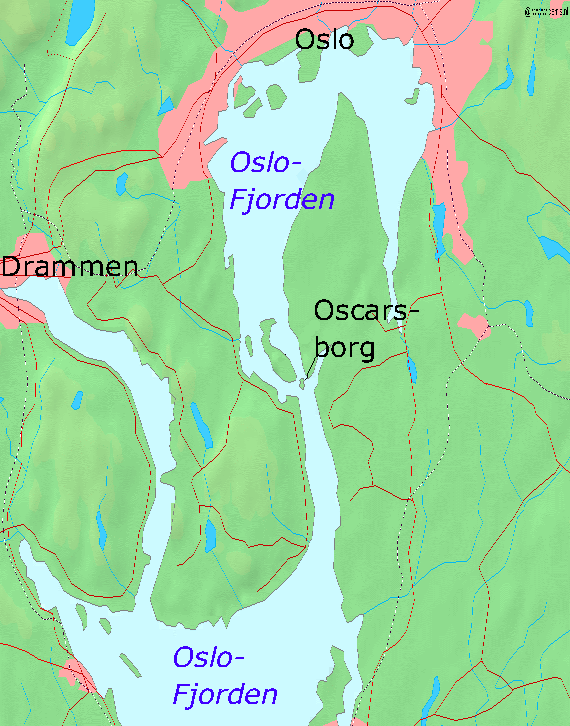
オスロフィヨルド

4月8日夜、グループ5はオスロフィヨルド入り口に到着した。そこでアルバトロスがノルウェーの哨戒艇ポル3を撃破した。オスロフィヨルド内に入ったグループ5は4つに別れ、オスロ、ホルテン、ラウエイ島、ボレルネ島の攻略に向かった。オスロへはブリュッヒャー、リュッツォウ、エムデンなどが向かったが、途中のドレーバク水道でノルウェー軍の要塞から攻撃を受けブリュッヒャーが撃沈されリュッツォウも損傷したため引き返した。これによりオスロ占領が遅れ、ノルウェー政府や王族の脱出を許す結果となった。
ホルテンではノルウェーの機雷敷設艦オーラヴ・トリュグヴァソンが抵抗し、R17が失われた。
夜明け後、ドイツ空軍が攻撃を開始し、空路運ばれた部隊によってフォルネブ飛行場が確保された。各地のノルウェー軍は順次降伏した。
4月11日、オスロから帰投途中のリュッツォウがイギリス潜水艦に雷撃され損傷した。

### そのほかの場所
- Nybergsund、Elverum、Åndalsnes、モルデ、Kristiansund、スタインシャー、ナムソス、ボードーをドイツ軍が爆撃。

### 結果
ドイツ軍の侵攻後、連合国軍がナムソスやÅndalsnes、ナルヴィクに上陸し、ノルウェー軍と共にドイツ軍と戦った。しかし、4月29日にはノルウェーの国王と内閣とがモルデからトロムソへ脱出し、5月1日のÅndalsnesからの連合国軍の撤退をもってノルウェー中部での抵抗は終了した。
ホーコン7世とオーラヴ王子や内閣は6月7日にイギリス重巡洋艦デヴォンシャーでトロムソを離れ、イギリスへ向かった。
北部では5月28日にイギリス・フランス・ポーランド・ノルウェー連合軍がナルヴィクを奪回したが、フランスでの戦況悪化により連合国軍は撤退（アルファベット作戦）した。

## 関連作品
ヒトラーに屈しなかった国王（エリック・ポッペ監督、2016年）